# Yara Costa
Yara Costa Pereira, conocida como Yara Costa, (Mozambique, 1982) es una cineasta y periodista mozambiqueña.

## Trayectoria
Yara Costa nació en 1982 en Mozambique. Cursó la educación secundaria en Sudáfrica y estudió periodismo en la Universidad Federal Fluminense de Brasil. Más tarde, realizó un máster en realización de documentales en la Universidad de Nueva York, y cursó una extensión de los estudios de realización de películas en Cuba.
Fue nombrada funcionaria de la Organización Internacional para las Migraciones (OIM) en Haití. En 2013, fue una de las seis directoras seleccionadas para realizar un documental para el canal Al Jazeera. Ha dirigido varios largometrajes y cortometrajes, como Why Here, que refleja la inmigración china a África, y Crossing, que cuenta la historia de un joven haitiano que cruza ilegalmente la frontera para estudiar tras un tsunami sufrido en su país.
En 2011, formó parte del festival mozambiqueño Dockanema, celebrado en Maputo. En 2019, Costa participó en el Festival de Cine Afrika de Colonia y en el Festival de Creatividad e Innovación Maputo Fast Forward.

## Filmografía
- 2011 - ¿Por qué aquí? Historias chinas en África[6][9]
- 2014 - El cruce / A travessia[10]
- 2017 - El paria/ Os Desterrados[11]
- 2018 - Entre Dios y yo / Entre Eu e Deus[8]
- 2021 - Después del agua/ Depois da água[12]
- 2023 - Nkhodha and the Mermaid (Título traducido: Nkhodha y la sirena)[13]